# Bagnoli
Bagnoli es un barrio que forma parte de la municipalidad 10 de la ciudad de Nápoles, Italia, junto con Fuorigrotta. Limita al norte con el municipio de Pozzuoli y el barrio de Pianura, al sur con Posillipo, al oeste con el Golfo de Pozzuoli y al este con Fuorigrotta. El barrio incluye la isla de Nisida y forma parte de los Campos Flégreos, siendo caracterizado por una naturaleza volcánica.
Tiene una superficie de 7,96 km² y 24.671 habitantes.

## Etimología e historia

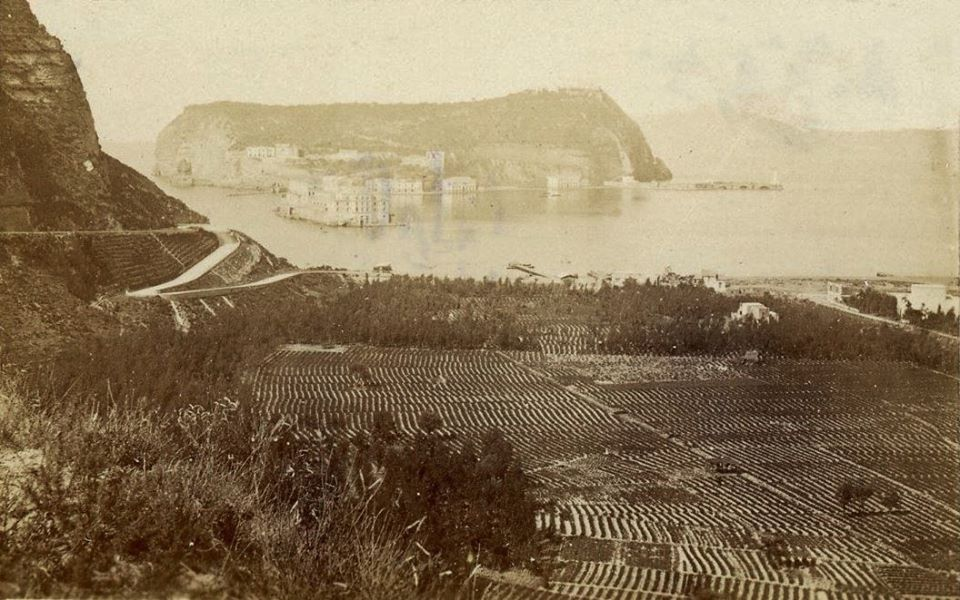
Bagnoli y la isla de Nisida en una foto de Giorgio Sommer, ca. 1875.

El nombre Bagnoli deriva probablemente del latín balneolis ya que, antes de la instalación de fábricas, albergaba varios sitios termales. Posteriormente, se convirtió en una de las zonas industriales más importantes del Mezzogiorno siendo sede, en particular, de las acerías de Ilva (ex Italsider), en actividad desde los principios del siglo XX hasta los años 1990. La industrialización cambió profundamente el paisaje urbano del barrio, sobre todo tras realizar la ganancia de tierra al mar que modificó la línea de la costa.

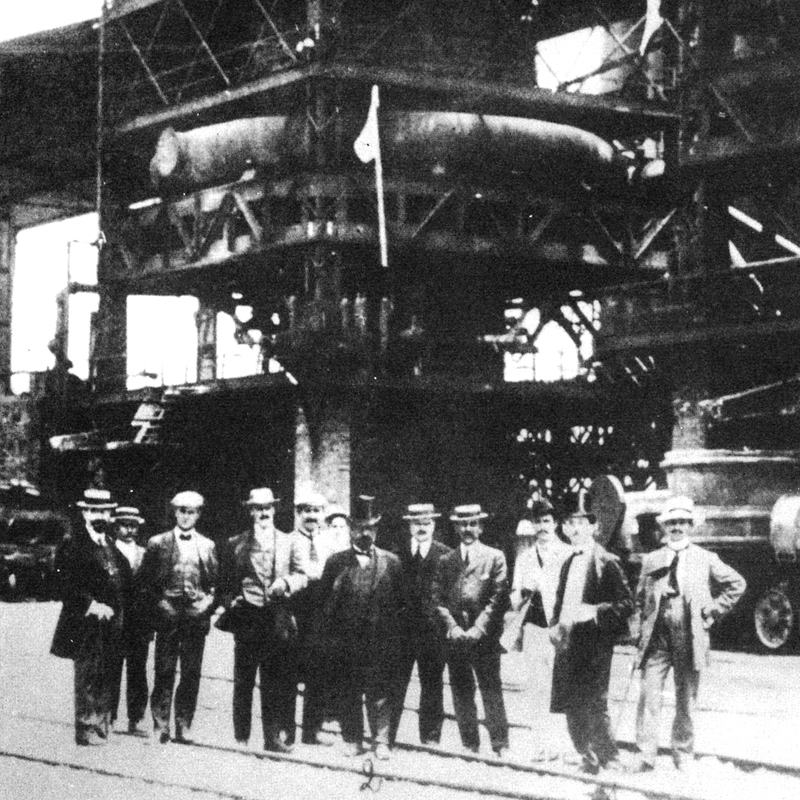
Inauguración de las acerías Ilva, en 1910.

Desde el 4 de abril de 1954 al 3 de diciembre de 2012, fue sede del cuartel general de la Allied Forces Southern Europe, una de las más grandes bases de la OTAN en Italia (luego trasladada a la cercana ciudad de Giugliano bajo el nombre de Allied Joint Force Command Naples).
Después del desmantelamiento de las instalaciones industriales, Bagnoli se ha convertido en un barrio de diversión, con numerosas discotecas, ubicadas en las estructuras turísticas de la playa o en el interior, además de bares, restaurantes en terrazas con vistas al mar, etc.
La antigua sede de las acerías Italsider ha sido utilizada para varias ediciones del Neapolis Festival, un festival anual de música que ha ofrecido las actuaciones de artistas como R.E.M., Jethro Tull, The Cure, Patti Smith, Peter Gabriel, David Bowie y muchos otros.

## Monumentos y lugares de interés
- Isla de Nisida, conectada con la tierra firme mediante un puente;[6]
- Termas de Agnano, existentes desde la época romana, que utilizan el agua tibia y sulfurosa del volcán durmiente de Agnano;[7]
- Gruta de Sejano, una gruta romana excavada en la toba volcánica de la colina de Posillipo, que conecta Bagnoli con la Bahía de Trentaremi, donde están ubicados los restos arqueológicos de la Villa Imperial de Pausilypon;[8]
- la Ciudad de la Ciencia (Città della scienza), el principal museo interactivo de divulgación científica en Italia, situado en una antigua fábrica;[9][3]
- el Museo del Mar de Nápoles (Museo del Mare di Napoli), que alberga una rica colección de modelos navales, artículos náuticos, objetos históricos y una biblioteca con textos antiguos y revistas;[10]
- el hipódromo de Agnano, el más grande de Italia y uno de los más antiguos, sede del Gran Premio Lotteria di Agnano, Gran Premio Freccia d'Europa y Gran Premio Città di Napoli;[11]
- el Pontile di Bagnoli, el muelle norte de las antiguas acerías Italsider, restaurado en 2006 y convertido en el "paseo en el mar" más largo de Europa, con más de 900 metros de longitud;[12]
- mirador de Via Coroglio, con vistas a Cabo Miseno, Bacoli, Pozzuoli, Monte di Procida y las islas de Isquia y Procida.
- Iglesias de Maria Santissima Desolata[13] y de San Pasquale.
- Puerta del Parque (Porta del Parco), que incluye un área de exhibición, un centro de conferencias, gimnasio equipado, piscinas y spa.[14]

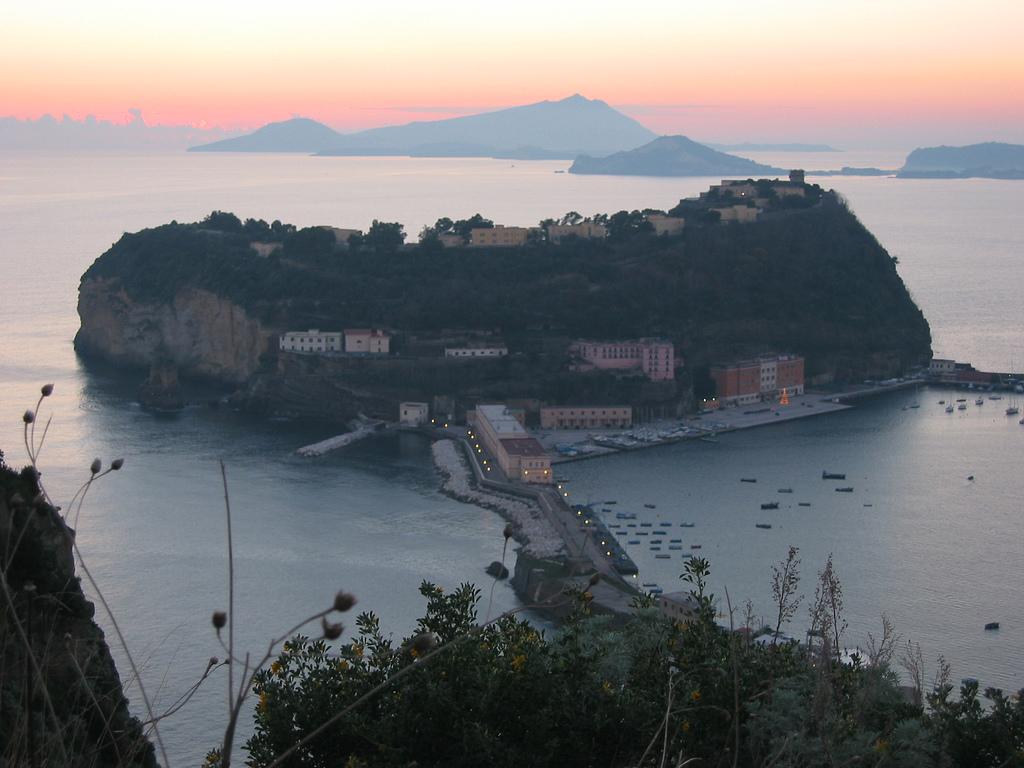
La isla de Nisida
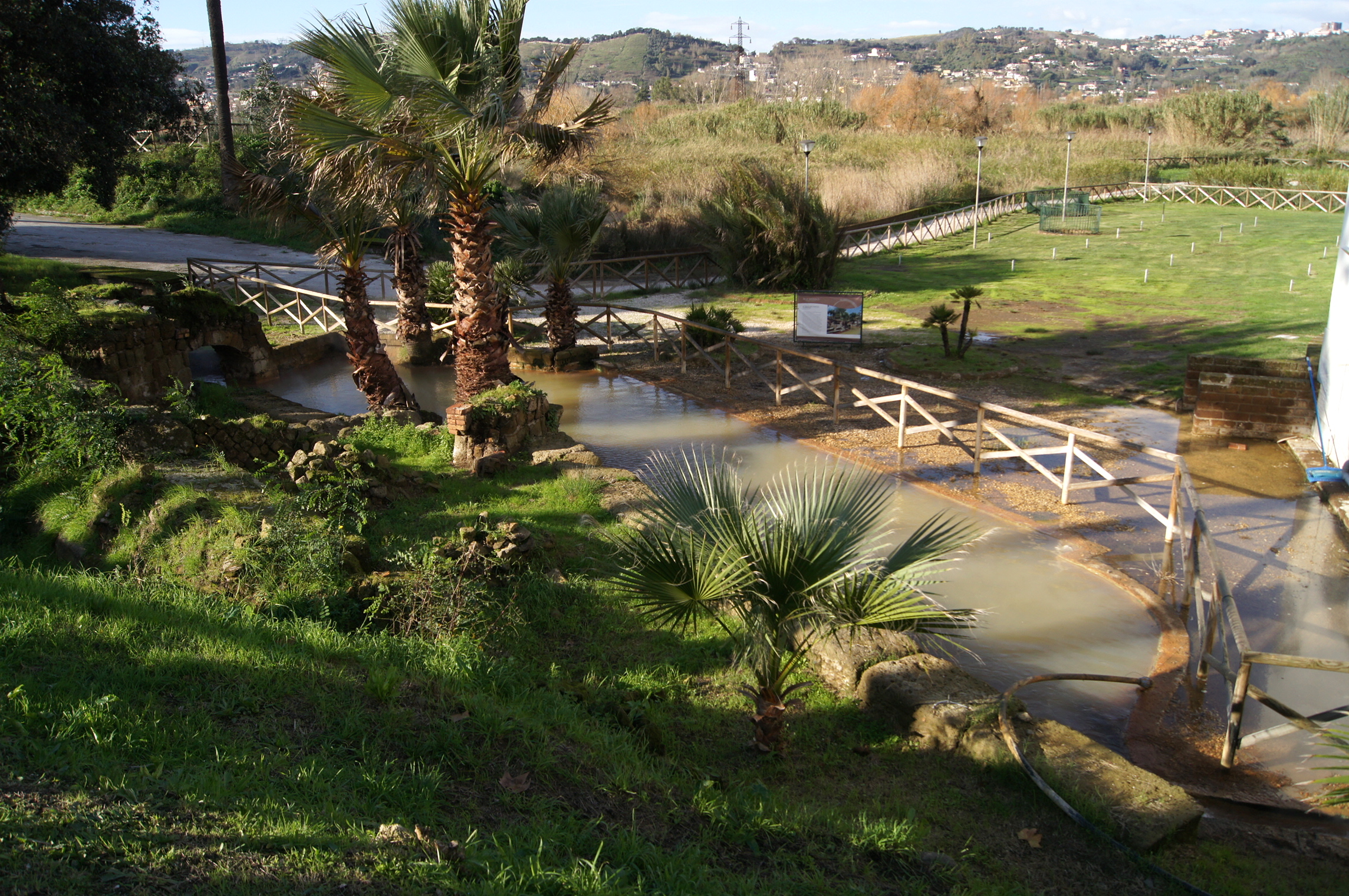
Termas Romanas de Agnano
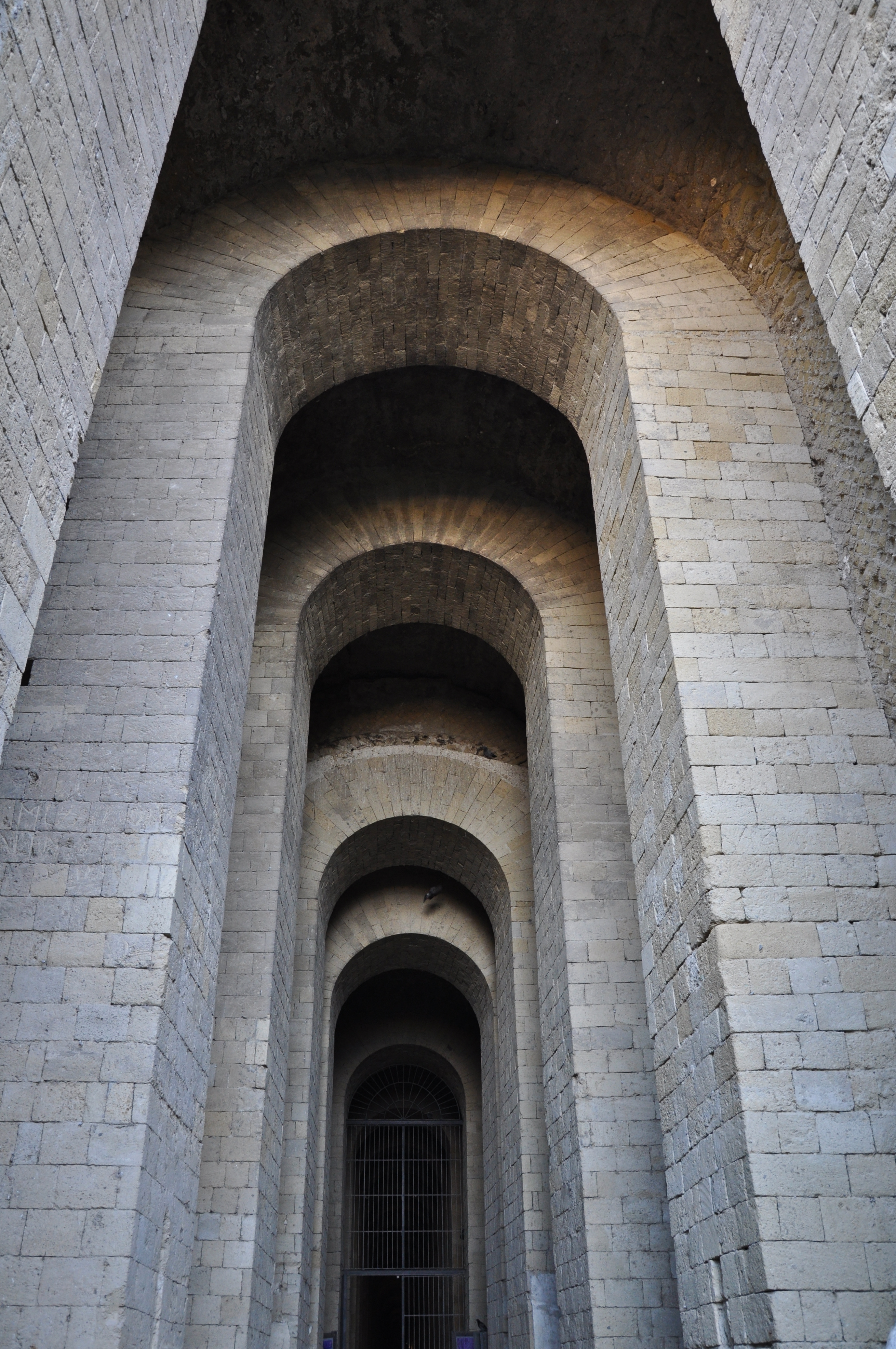
Gruta de Sejano
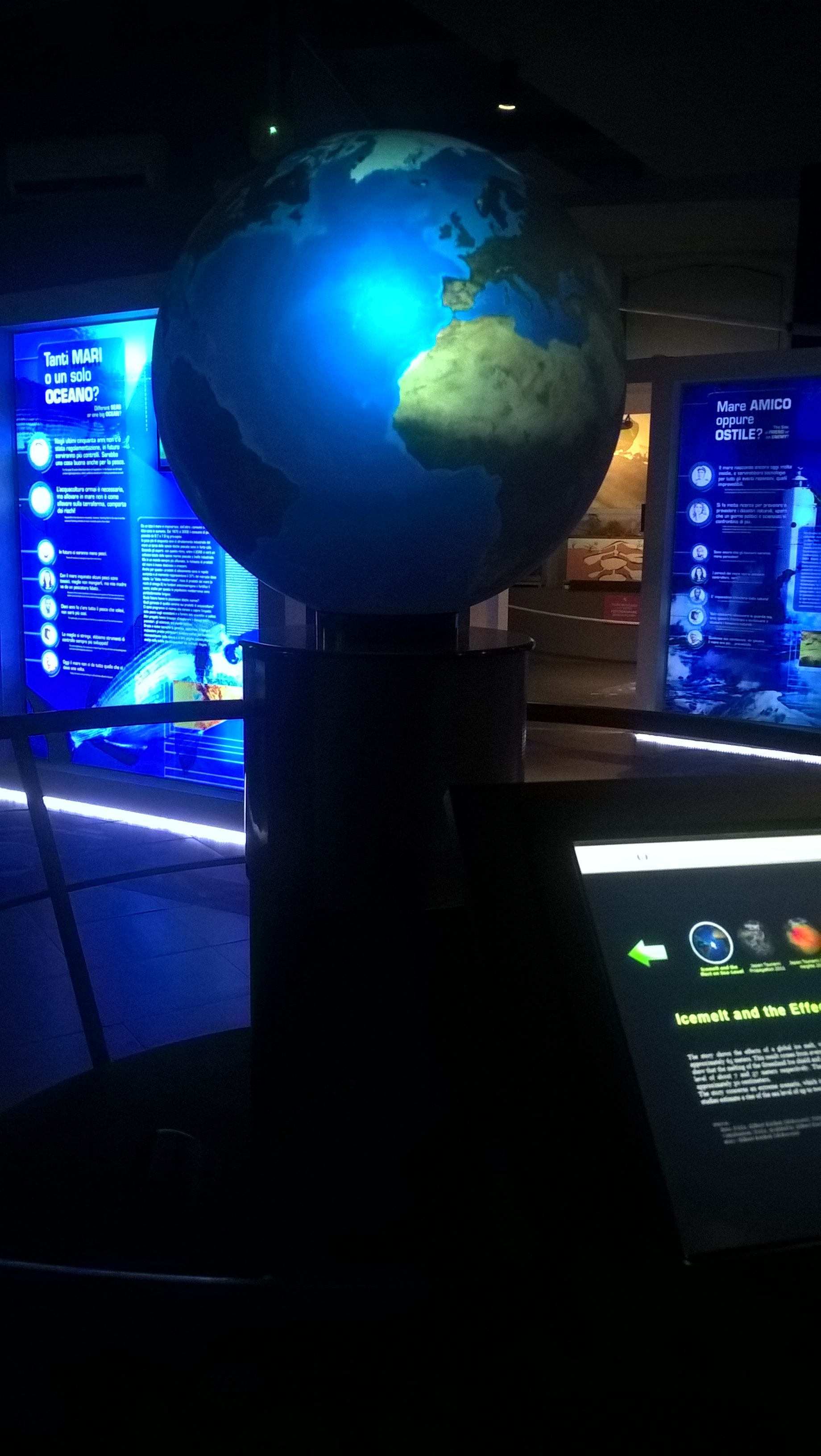
Ciudad de la Ciencia
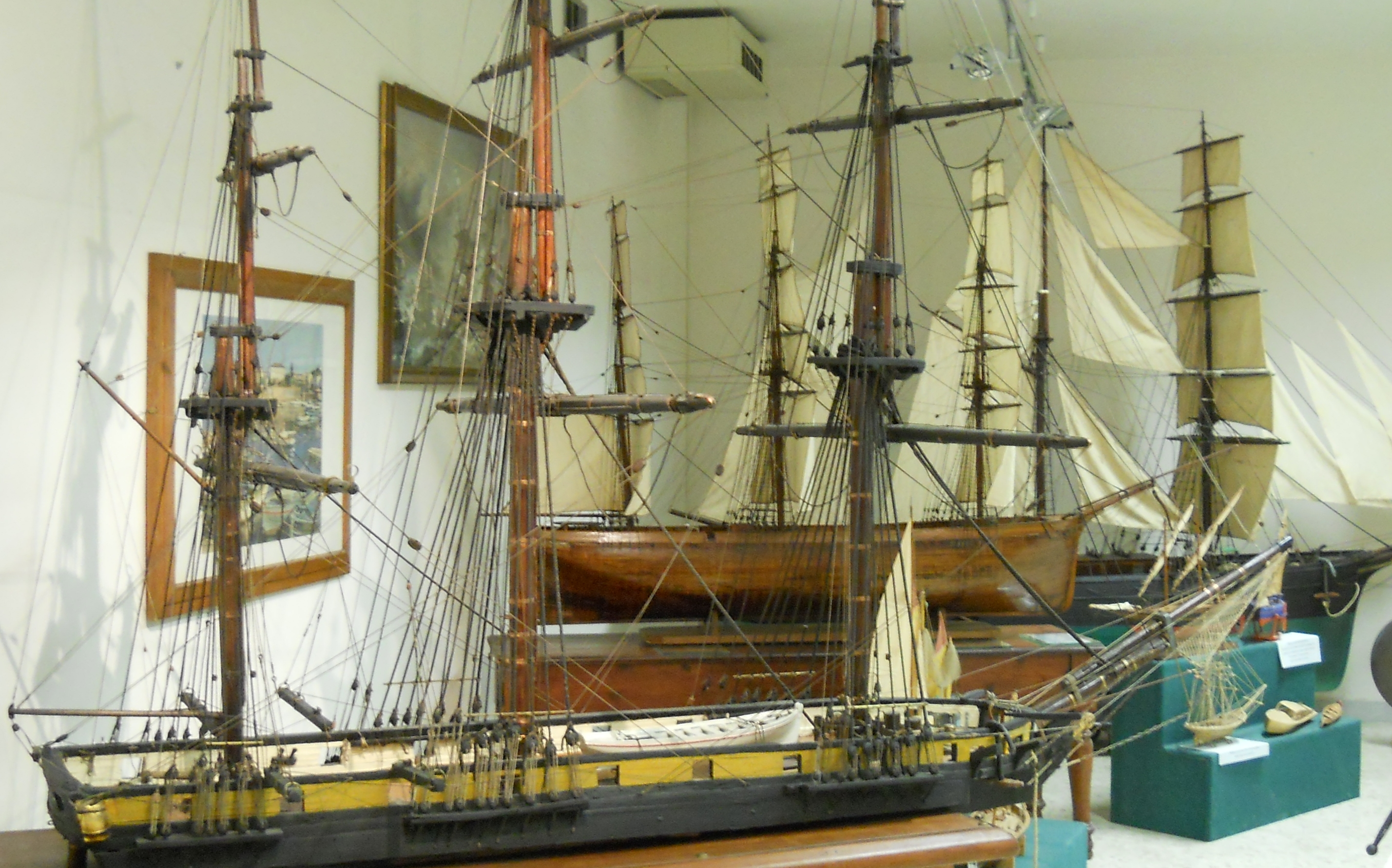
Museo del Mar de Nápoles
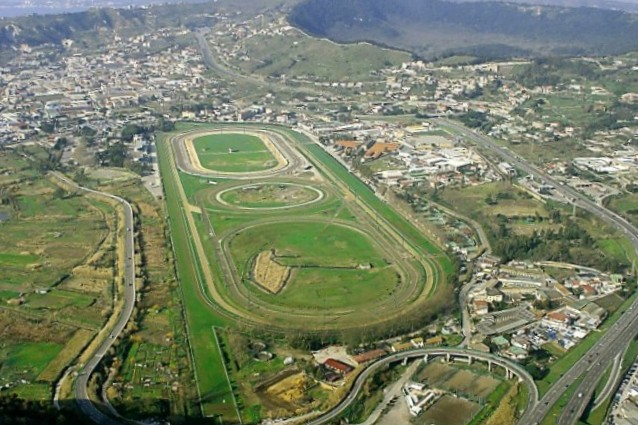
Hipódromo de Agnano
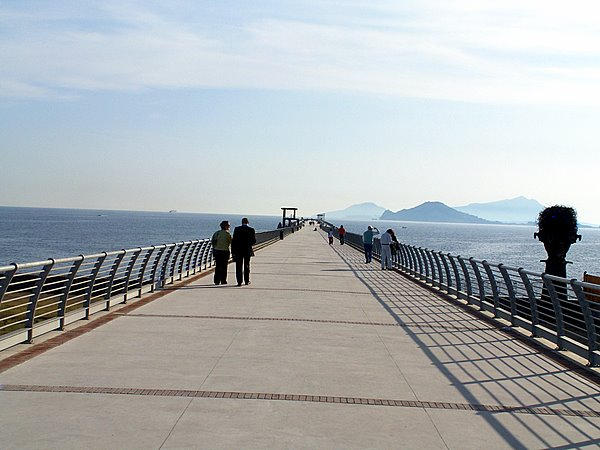
Pontile di Bagnoli
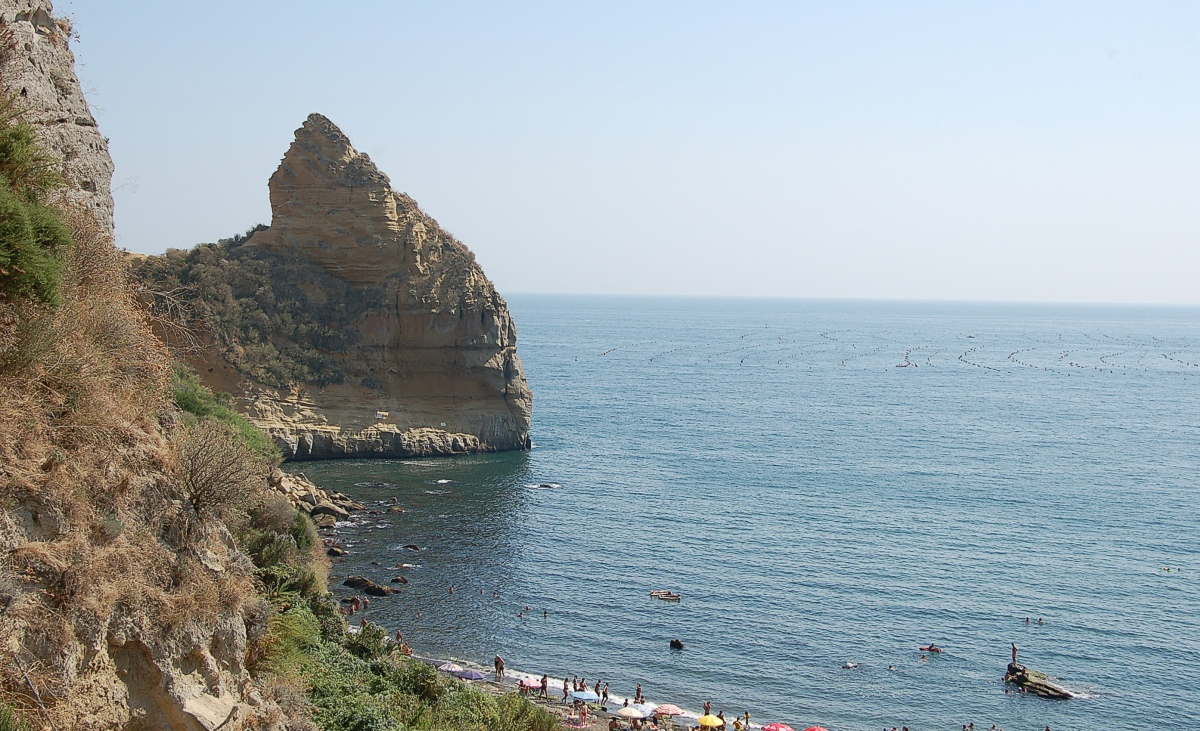
Coroglio
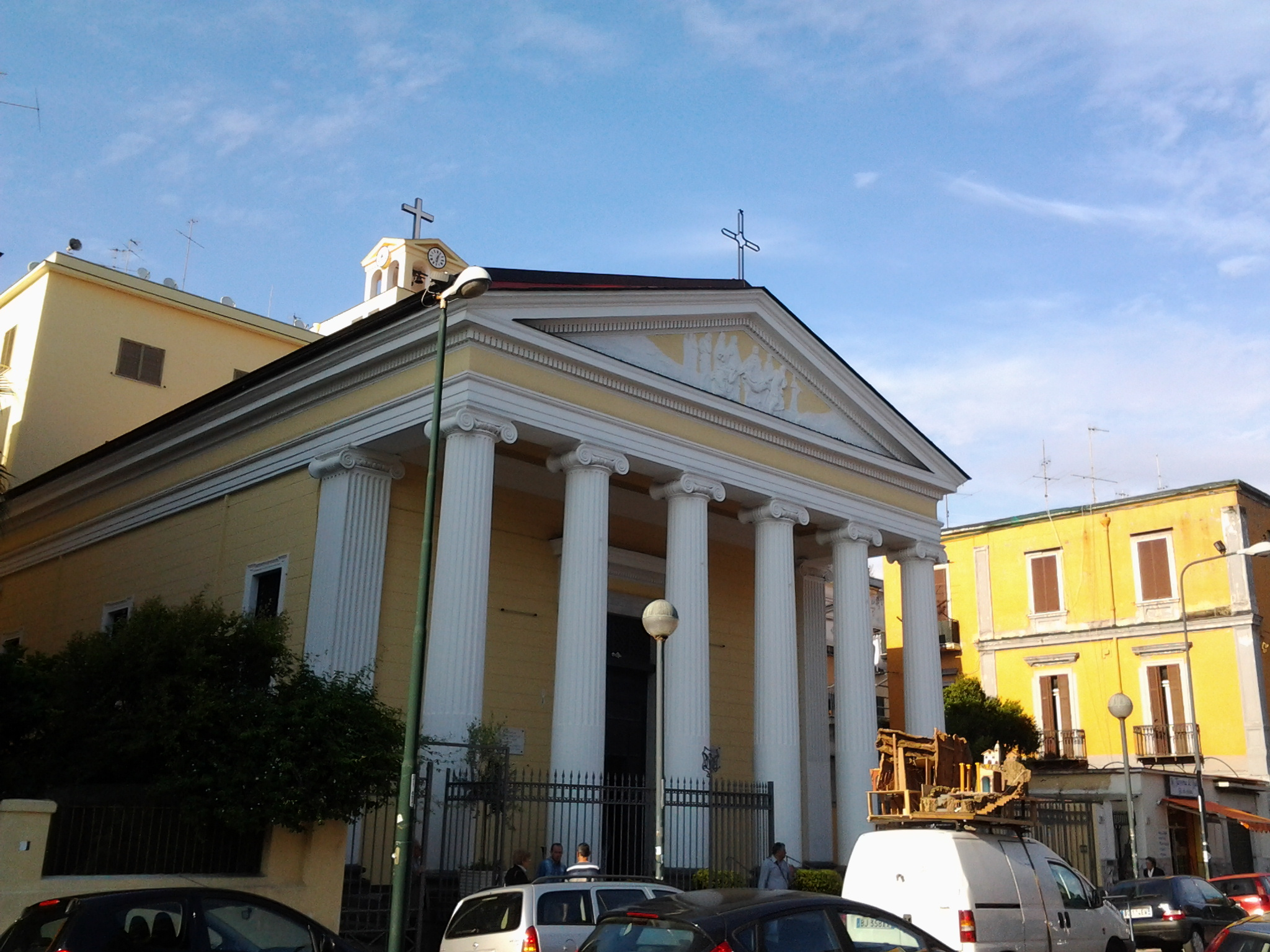
Iglesia de Maria Santissima Desolata
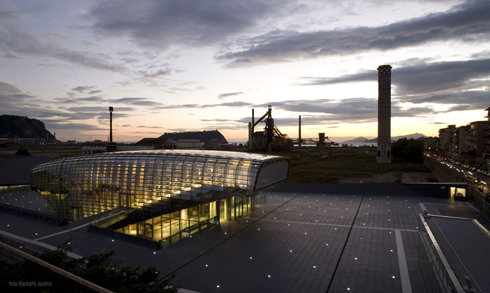
Puerta del Parque

## Educación
El barrio alberga una sede de la Facultad de Ingeniería de la Universidad de Nápoles Federico II en Via Nuova Agnano.

## Transporte

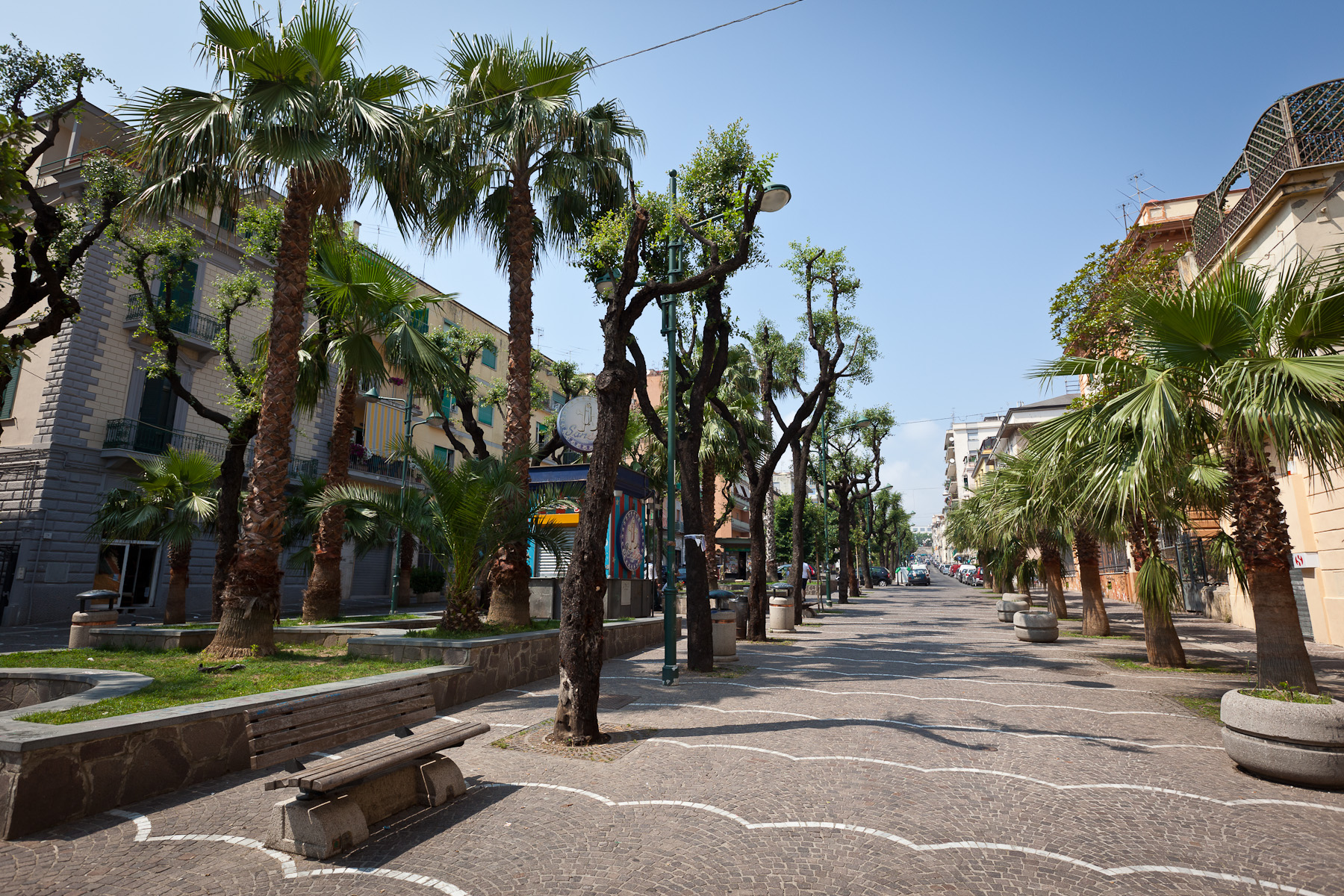
Viale Campi Flegrei.

Los principales ejes viarios son la Tangenziale di Napoli (salida Agnano), Viale Campi Flegrei, Viale Cavalleggeri d'Aosta, Via Coroglio, Via Nuova Bagnoli, Via P. Leonardi Cattolica, Via di Pozzuoli y Via Nisida, que conecta la tierra firme con la isla de Nisida.
En el barrio se encuentran la estación Bagnoli-Agnano de la Línea 2 (servicio metropolitano de Trenitalia) y las estaciones Agnano, Bagnoli y Dazio del Ferrocarril Cumana.